# Иванов, Георгий Степанович
Георгий Степанович Иванов (17 апреля 1901, д. Кайлык, Енисейская губерния, Российская империя — 1970, СССР) — советский военачальник, полковник (1943).

## Биография
Родился 17 апреля 1901 года в деревне Кайлык, ныне несуществующая деревня, располагалась на территории нынешнего Сухонойского сельсовета Уярского района Красноярского края России. Русский.
В Гражданскую войну  Иванов проживал на территории, занятой войсками армии адмирала А. В. Колчака.

### Военная служба
С приходом Красной армии в июне 1920 года в город Новосибирск поступил на службу в 46-й стрелковый полк и был зачислен курсантом в полковую школу, после окончания которой в мае 1921 года направлен в 26-ю пехотную школу в город Красноярск. В декабре 1922 года выпущен из школы «красным командиром» и убыл в распоряжение командующего 5-й армии в город Чита, где был назначен помощником командира взвода в 6-й Хабаровский стрелковый полк 2-й Приамурской стрелковой дивизии. С июня 1923 года по март 1924 года прошел переподготовку на курсах комсостава при этом полку и продолжил службу командиром взвода, затем помощником командира роты. С сентября 1925 года по август 1926 года находился в командировке в Ленинграде на курсах физического образования. С февраля 1928 года служил командиром взвода полковой школы и командиром роты в 5-м Амурском стрелковом полку. Участвовал в вооруженном конфликте на КВЖД. В 1930 году вступил в ВКП(б). С июня 1932 года исполнял должность инструктора физической подготовки 2-й Приамурской стрелковой дивизии, а в январе 1934 года был переведен на ту же должность в 1-ю Тихоокеанскую стрелковую дивизию. С ноября 1937 года по август 1938 года — слушатель курсов «Выстрел». После выпуска был назначен помощником командира по строевой части 199-го стрелкового полка 39-й стрелковой дивизии 1-й Отдельной Краснознаменной армии. В декабре 1940 года Иванов вступил в командование этим полком.

#### Великая Отечественная война
С началом Великой Отечественной войны майор Иванов продолжал командовать полком на Дальневосточном фронте. 26 марта 1942 года назначен заместителем командира 87-й стрелковой дивизии, формировавшейся в городе Спасск-Дальний. С 13 по 31 июля 1942 года дивизия была передислоцирована на Сталинградский фронт и в составе войск Сталинградского, а с 30 августа — Юго-Восточного фронтов вела тяжелые оборонительные бои под Сталинградом. 14 сентября она была выведена в резерв, затем после пополнения к 23 ноября 1942 года вновь прибыла на Сталинградский фронт в состав 57-й армии и вела в районе Верхне-Кумского ожесточенные бои с соединениями немецкой группы армий «Дон». С 19 декабря 1942 года дивизия в составе 2-й гвардейской, затем 51-й армий Сталинградского и Южного фронтов участвовала в Котельниковской и Ростовской наступательных операциях.
23 апреля 1943 года подполковник Иванов допущен к временному командованию 87-й стрелковой дивизией, а в июне возвратился к исполнению обязанностей зам. командира. 6 августа принял командование дивизией. До сентября части дивизии в составе 51-й, а с 1 августа — 5-й ударной армий Южного фронта вели упорные бои по освобождению Северного Кавказа и Донбасса, с августа — участвовали в Миусской и Донбасской наступательных операциях. 10 сентября дивизия была выведена в резерв. В середине октября она прибыла на Южный фронт и в составе 51-й армии участвовала в боях за овладение Турецким валом на Перекопском перешейке, затем в Крымской наступательной операции. За отличия в боях при прорыве сильно укрепленной обороны противника на Перекопском перешейке 24 апреля 1944 года ей было присвоено почетное наименование «Перекопская», а за освобождение города Севастополя она награждена орденом Красного Знамени (24.5.1944). 6 мая 1944 года полковник Иванов, сдав командование дивизией, убыл на учёбу в Высшую военную академию им. К. Е. Ворошилова. После окончания её ускоренного курса направлен в распоряжение Военного совета 1-го Белорусского фронта.
18 марта 1945 года полковник Иванов был допущен к командованию 60-й стрелковой Севско-Варшавской Краснознаменной ордена Суворова дивизией. В составе 47-й армии участвовал в Восточно-Померанской и Берлинской наступательных операциях, в боях на восточном берегу реки Одер в районе города Штеттин и на берлинском направлении.
За время войны комдив Иванов был три раза персонально упомянут в благодарственных в приказах Верховного Главнокомандующего.

#### Послевоенное время
После войны продолжал командовать дивизией в ГСОВГ. 20 декабря 1945 года был отстранен от должности и назначен командиром 66-го гвардейского стрелкового Краснознаменного орденов Кутузова и Александра Невского полка 23-й гвардейской стрелковой дивизии. В апреле 1947 года переведен в Беломорский ВО, где продолжал службу в Управлении боевой и физической подготовки начальником 1-го, 2-го отделов.
6 июля 1950 года полковник Иванов уволен в запас.

## Награды
- орден Ленина (06.11.1945)[4]
- четыре ордена Красного Знамени (01.05.1943 [5], 18.09.1943[6],  03.11.1944[4], 15.11.1950[4])
- два ордена Суворова II степени (11.05.1944[7], 29.05.1945[8])
- орден Красной Звезды (05.11.1942)[9]

медали в том числе:
- - «XX лет Рабоче-Крестьянской Красной Армии» № 005557 (22.02.1938)[9]
  - «За оборону Сталинграда»
  - «За оборону Кавказа»
  - «За победу над Германией в Великой Отечественной войне 1941—1945 гг.»
  - «За взятие Берлина»

Приказы (благодарности) Верховного Главнокомандующего в которых отмечен Г. С. Иванов.
- За прорыв сильно укрепленной обороны противника на Перекопском перешейке, захват города Армянск, форсирование Сиваша восточнее города Армянска и овладение важнейшим железнодорожным узлом Крыма — Джанкоем. 11 апреля 1944 года № 104.
- За овладение городами Ратенов, Шпандау, Потсдам — важными узлами дорог и мощными опорными пунктами обороны немцев в Центральной Германии. 27 апреля 1945 года. № 347.
- За овладение столицей Германии городом Берлин — центром немецкого империализма и очагом немецкой агрессии. 2 мая 1945 года. № 359.